# Poleski Ośrodek Sztuki
Poleski Ośrodek Sztuki – dom kultury działający w Łodzi, część Miejskiej Strefy Kultury.

## Historia i działalność
Dom kultury powstał w 1969 jako Dzielnicowy Dom Kultury Łódź-Polesie. Do 2021 składał się z 5 lokalizacji: centrali przy ul. Krzemienieckiej 2a, filii „Karolew” przy ul. Bratysławskiej 6a, filii „Galeria” i Teatru Szwalnia przy ul. Andrzeja Struga 90, a także Zespołu Tańca Ludowego „Harnam” im. Jadwigi Hryniewieckiej przy ul. Piotrkowskiej 282a. W 2021 Poleski Ośrodek Sztuki uległ likwidacji i został przekształcony, tak jak każda z jego wcześniejszych lokalizacji, w filię Miejskiej Strefy Kultury.
Dom kultury znajduje się w modernistycznej willi Karola Plihala, wybudowanej w 1935. W latach 2019–2021 budynek przeszedł generalny remont.
W 2008 Poleski Ośrodek Sztuki został uhonorowany Medalem Pro Publico Bono im. Sabiny Nowickiej.